# Okseft

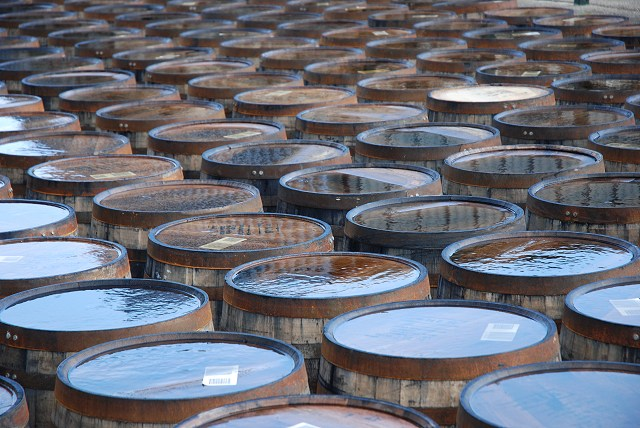
Beczki okseftowe

Okseft – dawna miara objętości cieczy, często stosowana w winiarstwie i piwowarstwie; inaczej „wielka beczka”. Okseft pruski równy był 206 litrom; miara ta w innych krajach, zależnie od czasu, odpowiadała pojemności od około 200 do ponad 600 litrów.
Zależnie od rodzaju mierzonej cieczy (piwo, wino), a nawet od gatunku wina, liczyła najczęściej od około 210 do 250 litrów; np. w krajach anglosaskich, według norm z roku 1897, okseft wina madera to 46 galonów (209,1 litrów), ale sherry – 54 galony (245,5 litrów).
Również tytoń pakowany był w drewniane beczki. Standardowy okseft tytoniu to beczka wysokości 48 cali i średnicy przy pokrywie 30 cali (tzn. 1,22 m wysokości, Ø 0,76 m); mieściło się w niej 1000 funtów tytoniu.
Nazwa wywodzona jest z niem. Oxhoft, a ta przejęta z ang. hogshead, oznaczającego „głowę świni” (hog – świnia, head – głowa), albo z holenderskiego oxhoofd („wołowy łeb”).